# Vipalogho
Vipalogho est une localité située dans le département de Komki-Ipala de la province du Kadiogo dans la région Centre au Burkina Faso.  En 2006, cette localité comptait 1 628 habitants dont 52,9 % de femmes.